# Chie Mukai
Chie Mukai (Shinbashi, 17 febbraio 1953) è una musicista e compositrice giapponese.
Fondatrice del complesso di improvvisazione folk Ché-SHIZU, iniziò la sua carriera nel 1975, quando venne coinvolta nel progetto musicale East Bionic Symphonia, i cui membri erano studenti di Takehisa Kosugi della scuola d'arte di Tokyo Bigakko. Il suo strumento principale è il cinese er-hu, sebbene sia anche una cantante e suoni il pianoforte e le percussioni.
Ogni cinque anni organizza il festival artistico multimediale Perspective Emotion nella capitale nipponica. Dal 2010 collabora con Kenya Kawaguchi, Masayoshi Urabe e Seiichi Yamamoto.

## Discografia

### Solista
- Kokyu Improvisation (胡弓インプロヴィゼイション) (PSF, 1990)
- Three pieces, solo improvisations (Siwa, 2000)
- Crossing (there, 2004)
- AA.VV., Somethings #1 (Last Visible Dog, 2007)

### Ché-SHIZU
- Yakusoku wa dekinai (約束はできない) (zero records, 1984)
- AA.VV., Aura Music (zero records, 1984)
- AA.VV., Welcome to Dreamland (celluloid, 1985)
- Nazareth (ナザレ) (PSF, 1993)
- A Journey (PSF, 1994)
- Live 1996 Suisho (PSF, 1997)
- Glimmering Star (瞬きの星) (Aleutian Retto, 1999)

### Collaborazioni
- East Bionic Symphonia, East Bionic Symphonia (Kojima, 1976)
- Takashi Kazamaki & Chie Mukai, Kaze o aruku (Fukyosha, 1983)
- Marginal Consort, Collective Improvisation (PSF, 1998)
- Chie Mukai, Jutok Kaneko, Christophe Charles, Ikuro Takahashi, Yoko Muronoi, The Planet I (there, 2000)
- Chie Mukai & Masayoshi Urabe, Dual Anarchism (Siwa, 2002)
- Chie Mukai & Seiichi Yamamoto & Lamones Young, Live At Showboat February 25, 2000 (Last Visible Dog / Hospital Productions, 2003)
- Chie Mukai & Rinji Fukuoka, L'energie d'existence (Turtle's Dream, 2003)
- Enkidu, Hasselt (Turtle's Dream, 2004)
- Chie Mukai & Gary Smith, Eight+ (Paratactile, 2004)

### Apparizioni come artista ospite
- Morio Agata (あがた森魚), Norimono zukan (乗物図鑑) (Vanity, 1981)
- Hallelujahs, Niku o kuraite chikai o tateyo (肉を喰らひて誓ひをたてよ) (Org Records, 1986)
- Christoph Gallio, Cars & Variations / High Desert Songs (Percaso, 1994)
- Kengo Iuchi (井内賢吾), Inugami to kachiku (犬神と家畜) (Kubitsuri, 1995)
- Kengo Iuchi, Hanagurui no yoru (Shikoku Manto, 1995)
- Kengo Iuchi, Kuon no kane no ne (Vanilla, 1995)
- Nagisa ni te, On the love beach (Org Records, 1995)
- V.A., Los Angeles Free Music Society 1973-1995：The lowest form of music (Cortical Foundation/RRRecords, 1996)
- Kengo Iuchi/MSBR, Icht (alien8, 1998)
- Maher Shalal Hash Baz, From a Summer to Another Summer (An Egypt to Another Egypt) (Geographic)